# Émeute du Globus

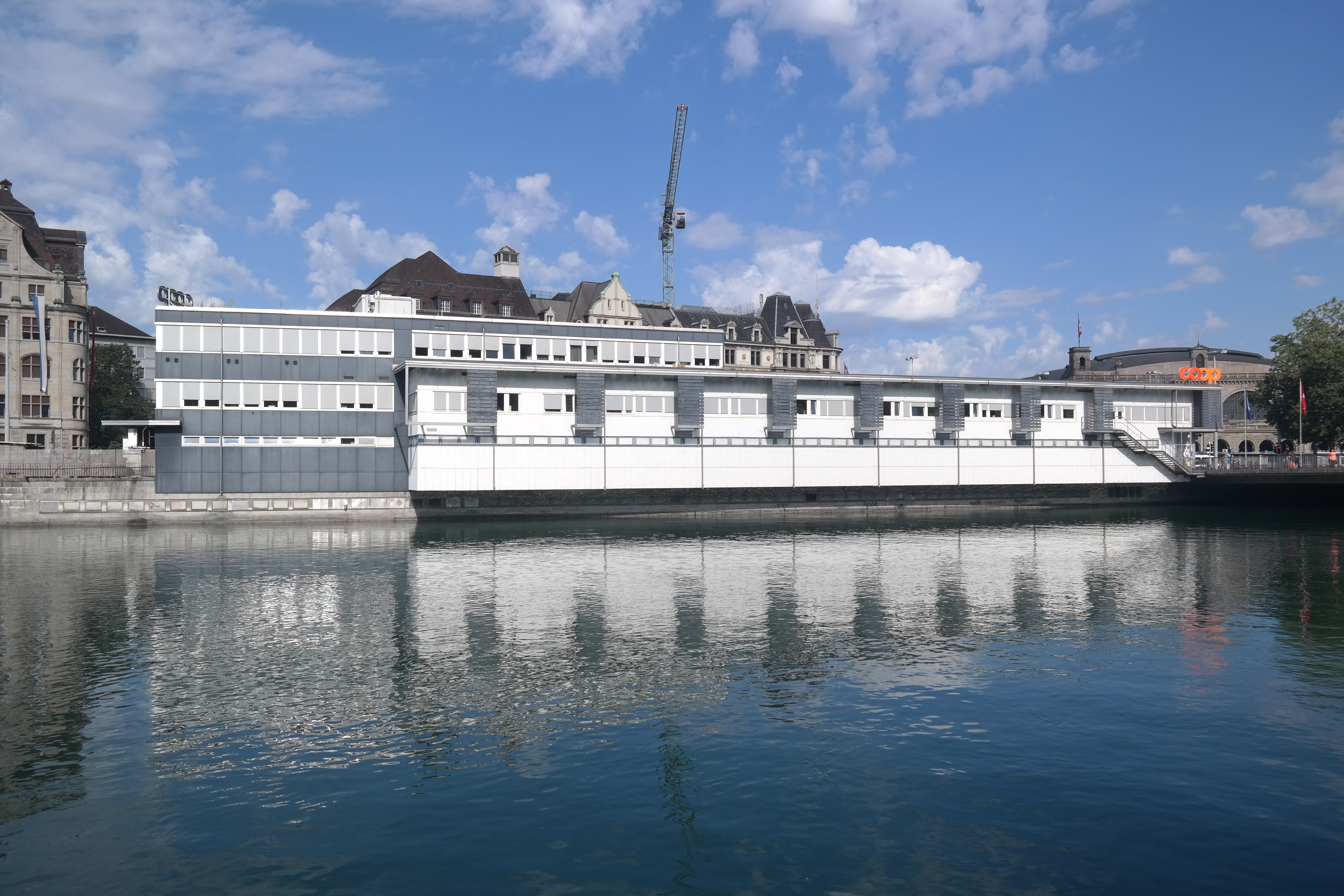
L'ancienne structure provisoire des magasins Globus, qui devait être transformé en centre de jeunesse autonome.

L’émeute du Globus (en allemand Globuskrawall) désigne un affrontement violent ayant opposé le 29 juin 1968 à Zurich la police et de jeunes manifestants demandant d’utiliser un entrepôt désaffecté des magasins Globus situé sur l'ancienne île Papierwerd pour en faire un centre de jeunesse autonome.
Cet événement, qui eut lieu dans le contexte de différents mouvements de révolte de la jeunesse en Europe, marque le début du mouvement social de soixante-huit en Suisse.

## Contexte
L’émeute du Globus est à replacer dans le contexte mondial du mouvement de contestation de la jeunesse autour de l’année 1968.
Localement, des concerts des Rolling Stones le 14 avril 1967 et de Jimi Hendrix le 31 mai 1968 au Hallenstadion avaient déjà donné lieu à des affrontements violents entre des jeunes et la police zurichoise. L’emploi de matraques par cette dernière fait l’objet de nombreuses critiques dans la presse locale et Hendrix déclara : « c’est l’action policière la plus brutale que j’aie jamais vue après un concert ».
Le 27 juin 1968, les autorités de la ville de Zurich refusent de mettre le bâtiment vide du Globus à disposition des jeunes souhaitant l’utiliser pour l’assemblée constituante du « comité d’action pour un centre de jeunesse ». Une manifestation de protestation est alors convoquée le samedi 29 juin 1968.

## Déroulement
À la suite du rassemblement d’une foule d’environ 2 000 personnes vers 19 heures devant l’entrepôt Globus, la police exige — par haut-parleur depuis une maison voisine — des manifestants qu’ils libèrent la rue. Le trafic des trams était alors interrompu et un embouteillage s’était formé le long de la Limmat. Craignant une escalade de la situation, les organisateurs de la manifestation appellent à quitter les lieux pour se rendre vers la place Bellevue et y construire symboliquement une « maison de retraite pour les jeunes ». 
Des manifestants étant restés sur place, la police utilise, dès 19 heures 15, des canons à eau pour les disperser. La foule réagit alors par des jets de pierres et de bouteilles puis la police intervient à coup de matraques. Des affrontements violents ont alors lieu sur la place de la Gare, sur le pont de la Gare et sur la place Bellevue ; ils continuent jusqu’au matin du 30 juin. Plusieurs dizaines de personnes sont blessées, tant parmi les policiers que les manifestants. Les manifestants interpelés sont enfermés dans la cave du dépôt Globus alors que les policiers blessés sont soignés au rez-de-chaussée. À l’abri des regards, la colère accumulée par les policiers se décharge sur les personnes interpelées qui sont brutalement maltraitées, de l'aveu même du chef de la police.

## Suites
Dans la presse suisse et la classe politique, les avis sont controversés face à l’émeute et au comportement de la police. Alors que la presse bourgeoise loue la fermeté de la police et critique les manifestants, la presse de gauche et le Blick critiquent la violence policière. Au parlement municipal zurichois, le parti radical, l’UDC et le parti chrétien-social soutiennent l’action policière alors que le parti socialiste la critique et que le POP la considère comme la cause du déclenchement de la violence.
Les incidents survenus dans la cave du bâtiment Globus font l’objet d’une enquête. Parmi les 56 manifestants et 42 policiers ayant fait l’objet d’une plainte pénale, 30 manifestants et un policier comparaissent finalement devant un tribunal. Le policier et la plupart des manifestants sont condamnés à des peines avec sursis. 30 policiers reçoivent un blâme et sont punis d’une amende.
De nombreuses personnalités publiques critiquent violemment l’engagement policier. Plusieurs d’entre elles, dont l’écrivain Max Frisch, signent début juillet le Manifeste de Zurich pour s’opposer à une interprétation unilatérale de l’émeute du Globus et rappeler la responsabilité des autorités, coupables à leurs yeux d’un immobilisme empêchant l’adaptation des structures aux besoins de l’homme moderne et nuisant au développement harmonieux des minorités. Le Manifeste de Zurich demande également l’aménagent d’un centre culturel de la jeunesse autonome.
L’émeute du Globus constitue un choc dans l’opinion publique suisse et marque le début des chamboulements politiques et sociaux qui marqueront Zurich et la Suisse à partir de 1968. Le 30 octobre 1970, la ville de Zurich répond aux demandes des jeunes en ouvrant une maison de la jeunesse au Lindenhofbunker ; ce centre sera toutefois fermé 68 jours plus tard. Les discussions pour l’ouverture d’une maison de la jeunesse se poursuivent alors et referont violemment surface une décennie plus tard lors des émeutes de l’opéra de Zurich en 1980.